# Aphonopelma hentzi
Aphonopelma hentzi là một loài nhện trong họ Theraphosidae.
Loài này thuộc chi Aphonopelma. Aphonopelma hentzi được miêu tả năm 1852 bởi Girard.

## Hình ảnh

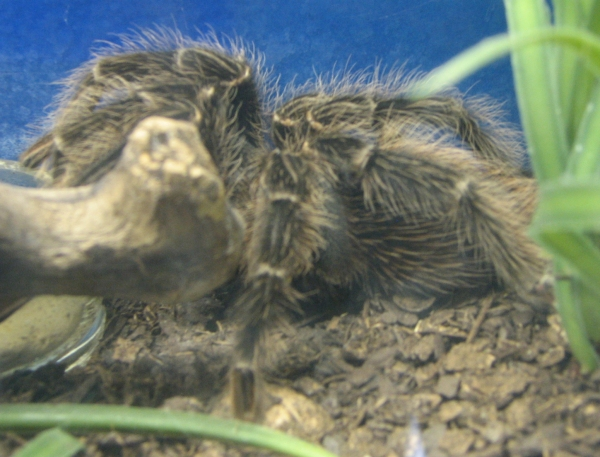
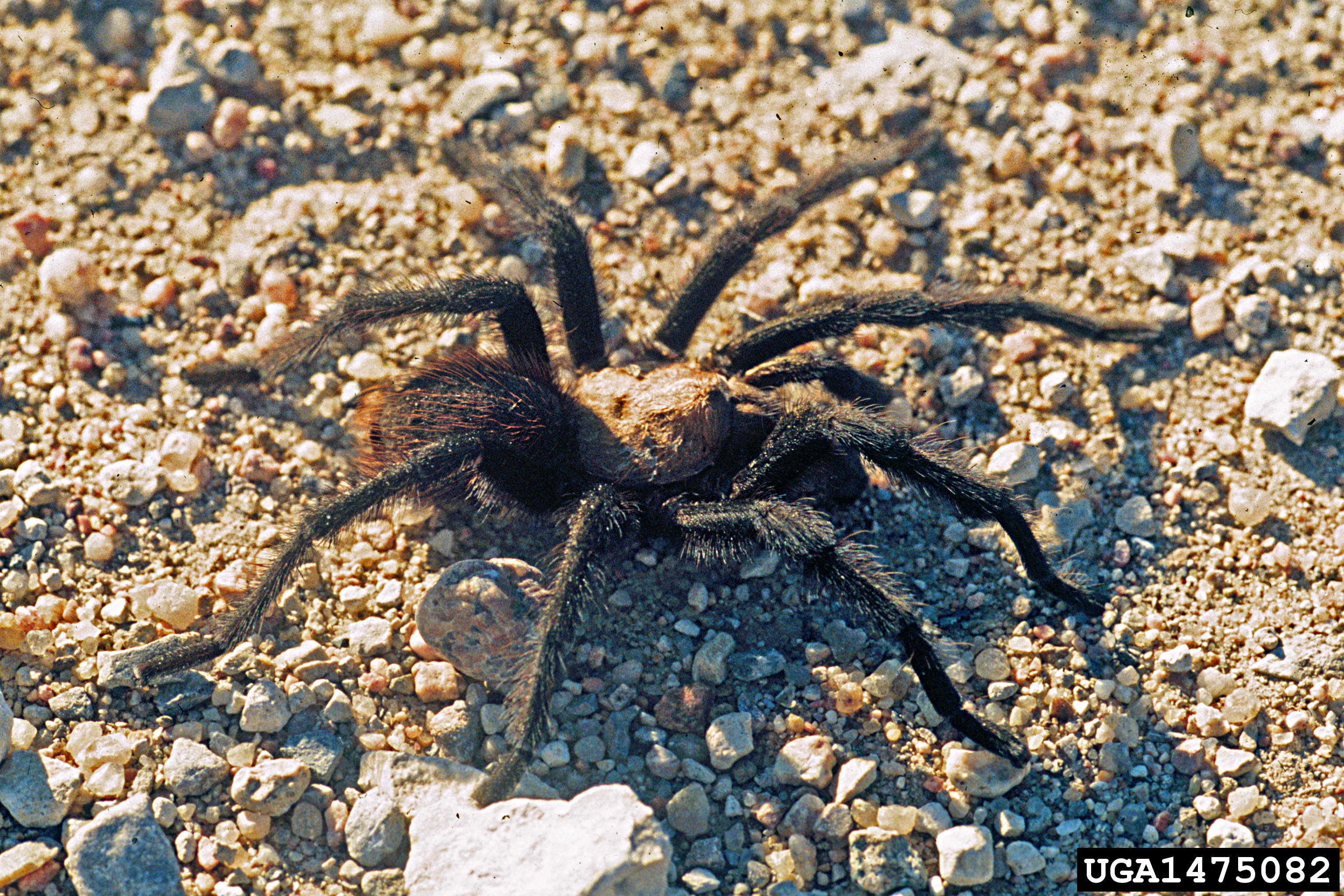
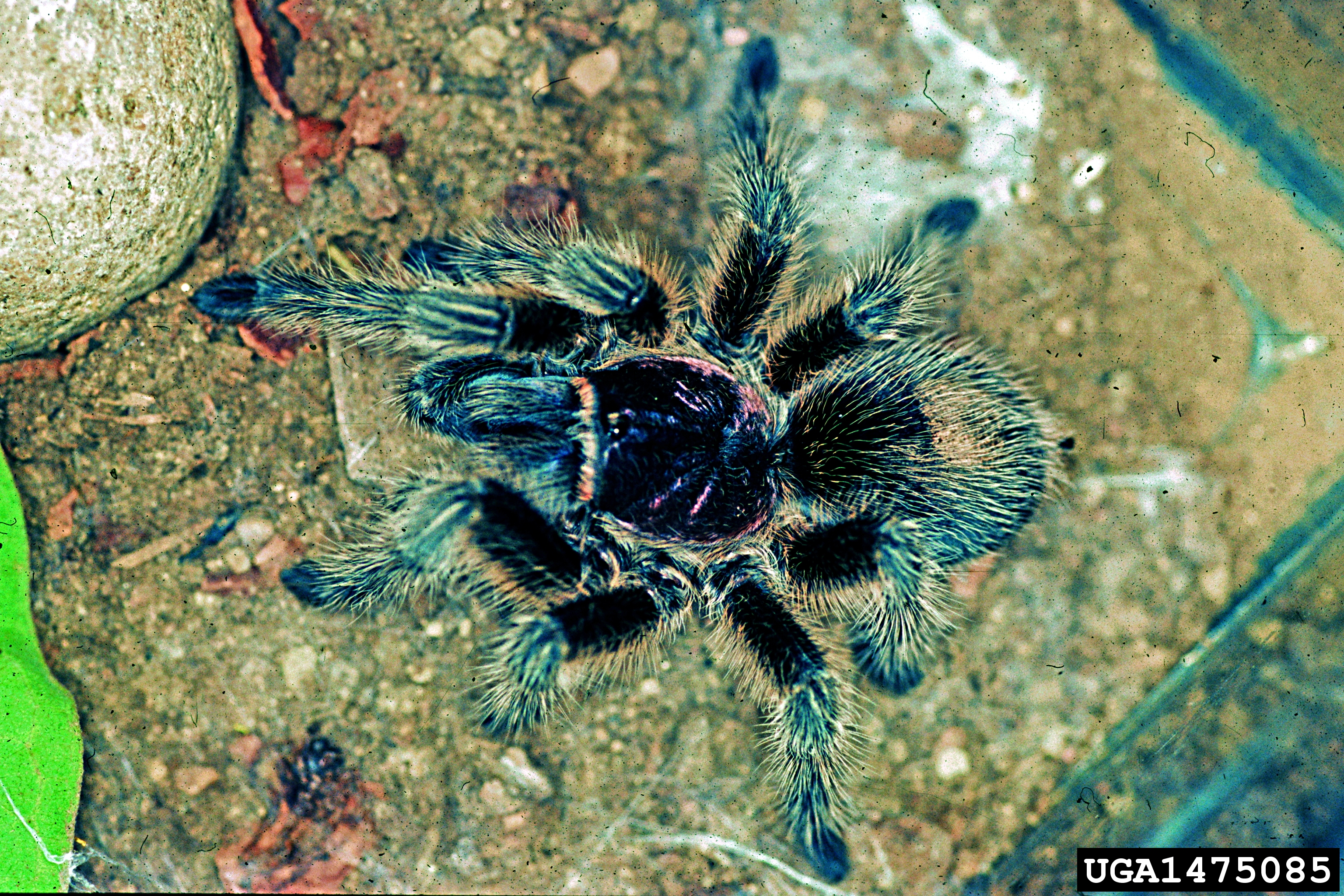
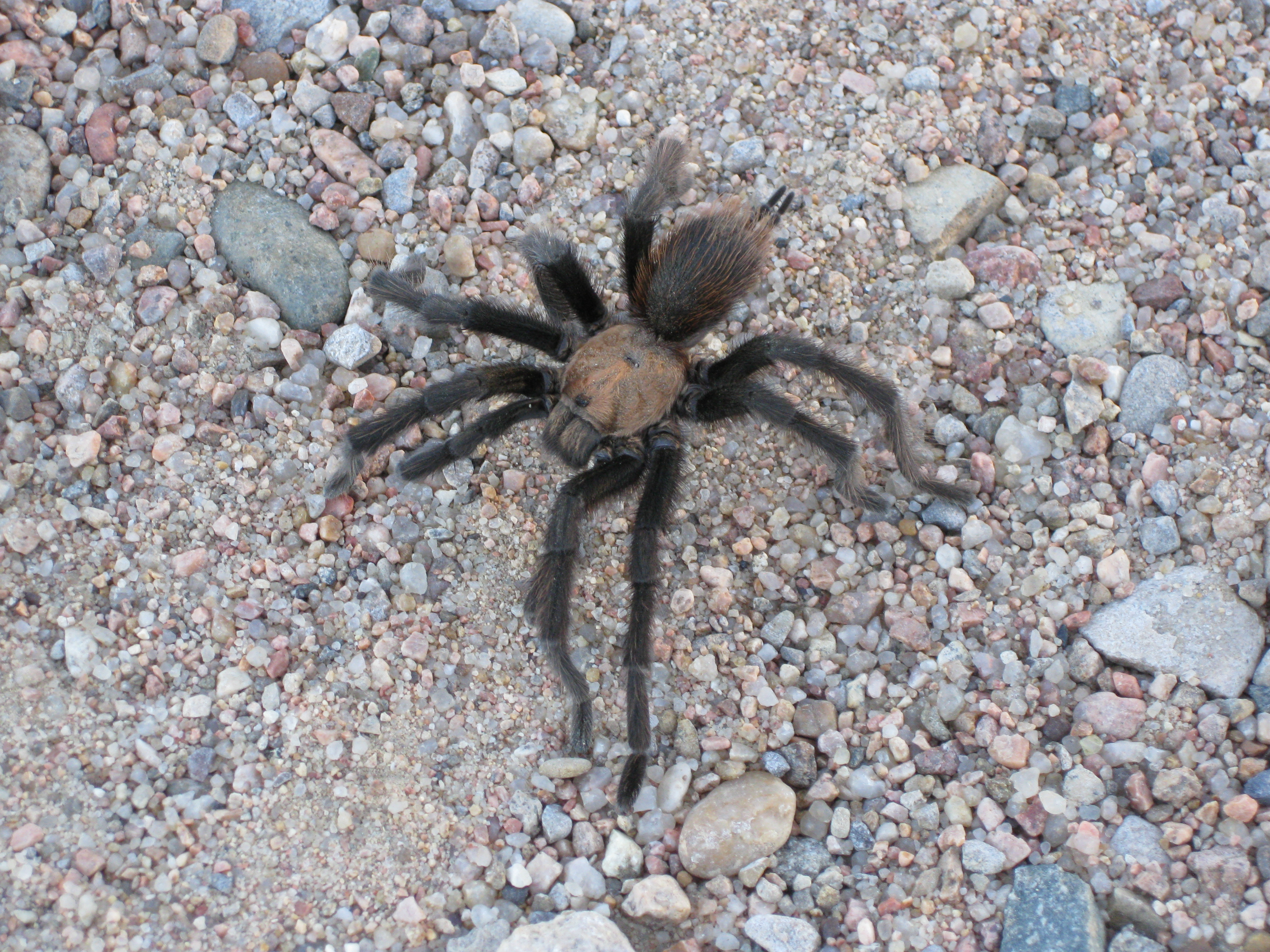